# Yosemite Falls

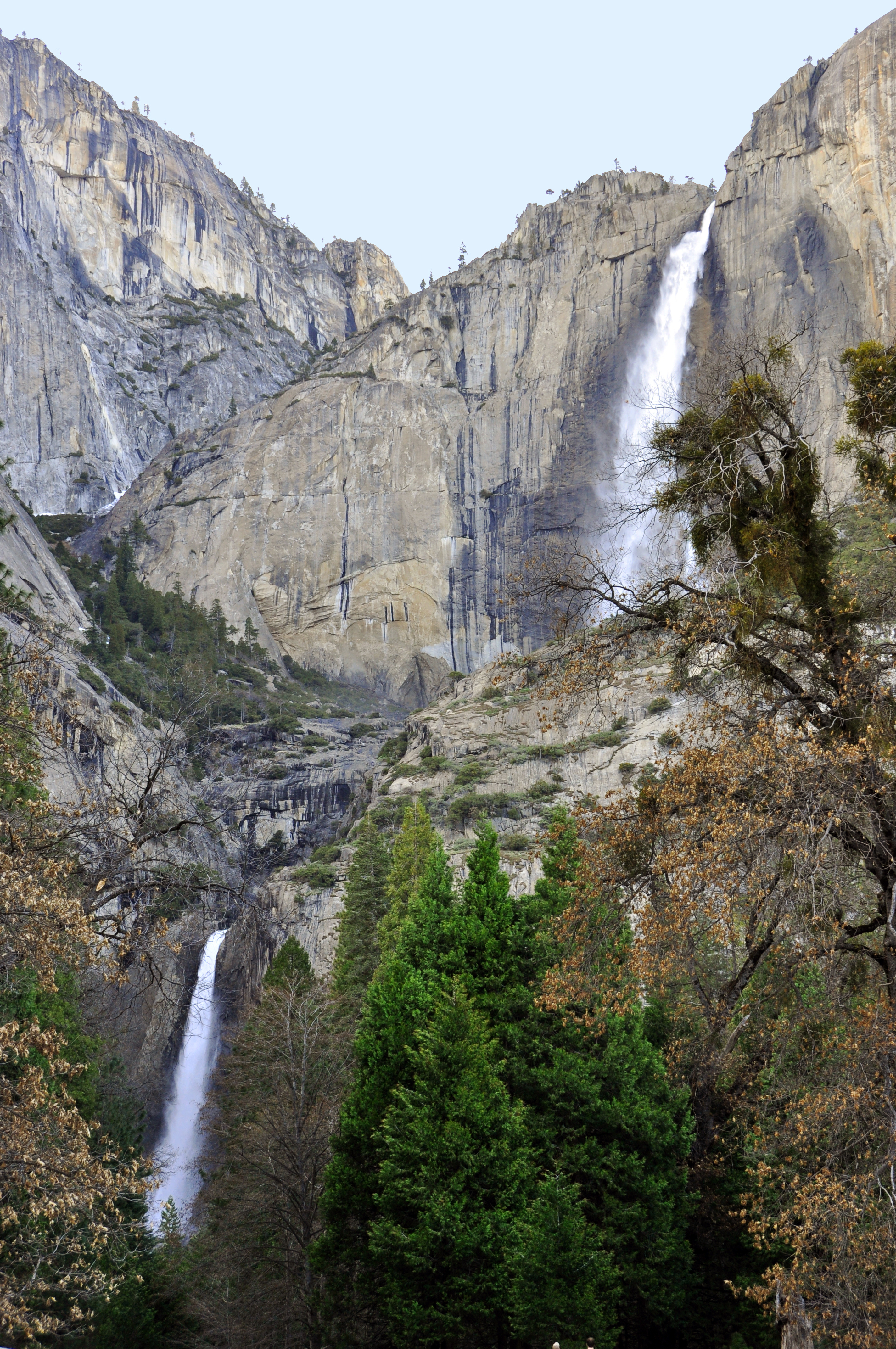
Yosemite Falls, vintern 2010

Yosemite Falls är det högsta uppmätta vattenfallet i Nordamerika. Det är beläget i Yosemite nationalpark i Sierra Nevada i Kalifornien och är en stor attraktion i parken, särskilt i slutet av våren när vattenflödet är som störst. 
Fallet är ett trestegs vattenfall med totalt 739 meter från toppen av det övre fallet till basen av det nedre fallet, vilket gör det till det sjunde högsta vattenfallet i världen.

## Beskrivning
Övre fallet: Det inledande fallet är 440 meter, vilket ensamt sorterar in vattenfallet bland de tjugo högsta i världen. Det går vandringsleder från fallets fot både ned till andra parkområden och upp till toppen av fallet. Det övre fallet bildas av vattendraget Yosemite Creek, som först slingrar sig i Eagle Creek Meadow innan det störtar över kanten både spektakulärt och öronbedövande. 
Mittre fallet: Mellan de två mest synliga fallen finns det en mittre fallsektion som i 5 steg faller 206 meter. Den mittre sektionen, som på engelska kallas Middle Cascades, har därmed en fallhöjd som är mer dubbelt så hög som det mer synliga och lättillgängliga nedre fallet. På grund av den smala, ravinen där dessa fall ligger finns det sämre möjlighet att se dem tydligt på ett säkert sätt.
Nedre fallet: Det avslutande fallet har en fallhöjd på 98 meter, bredvid en tillgänglig utsiktsplats. Detta är den mest sedda vyn över fallen och Yosemite Creek rinner vidare ut i floden Merced i närheten. Liksom många områden i Yosemite är består området vid fallets fot av ett antal Taluskoner, som på grund av den höga luftfuktigheten är extra hala och förrädiska.
Under enstaka år då liten mängd snö har fallit, kan fallen upphöra helt och hållet på sensommaren eller hösten. Då har ett litet antal klippklättrare tagit chansen att klättra uppför den normalt otillgängliga bergväggen nedanför forsen. Detta är dock förenat med stor fara, då ett enskilt åskväder snabbt kan fylla fallet igen.
Det nedre fallet är lätt tillgängligt nära Yosemite Lodge i Yosemite Valley. Det övre fallets topp kan nås via en tämligen brant led på 5,6 kilometer, som oftast är välbesökt. Vandringen börjar vid Sunnyside Walk-in Campground. Det övre fallet kan även nås via flera rutter från California State Route 120 (Tioga Road) i norr. 

## Ahwahneechee-legenden
Indianfolket Ahwahneechee kallade vattenfallet "Cholock" och folktron sade att bassängen vid det nedre fallets fot var bebott av flera häxors andar, kallade Poloti. En Ahwaneechee folksaga omtalar att en kvinna som gått iväg för att hämta en hink med vatten från fallet, för att istället få hinken full med ormar. Senare samma kväll, efter att kvinnan hade beträtt andarnas territorium, sände de en kraftfull vind som sög ned kvinnan hus i fallets bassäng tillsammans med kvinnan och hennes nyfödda barn.

## Galleri

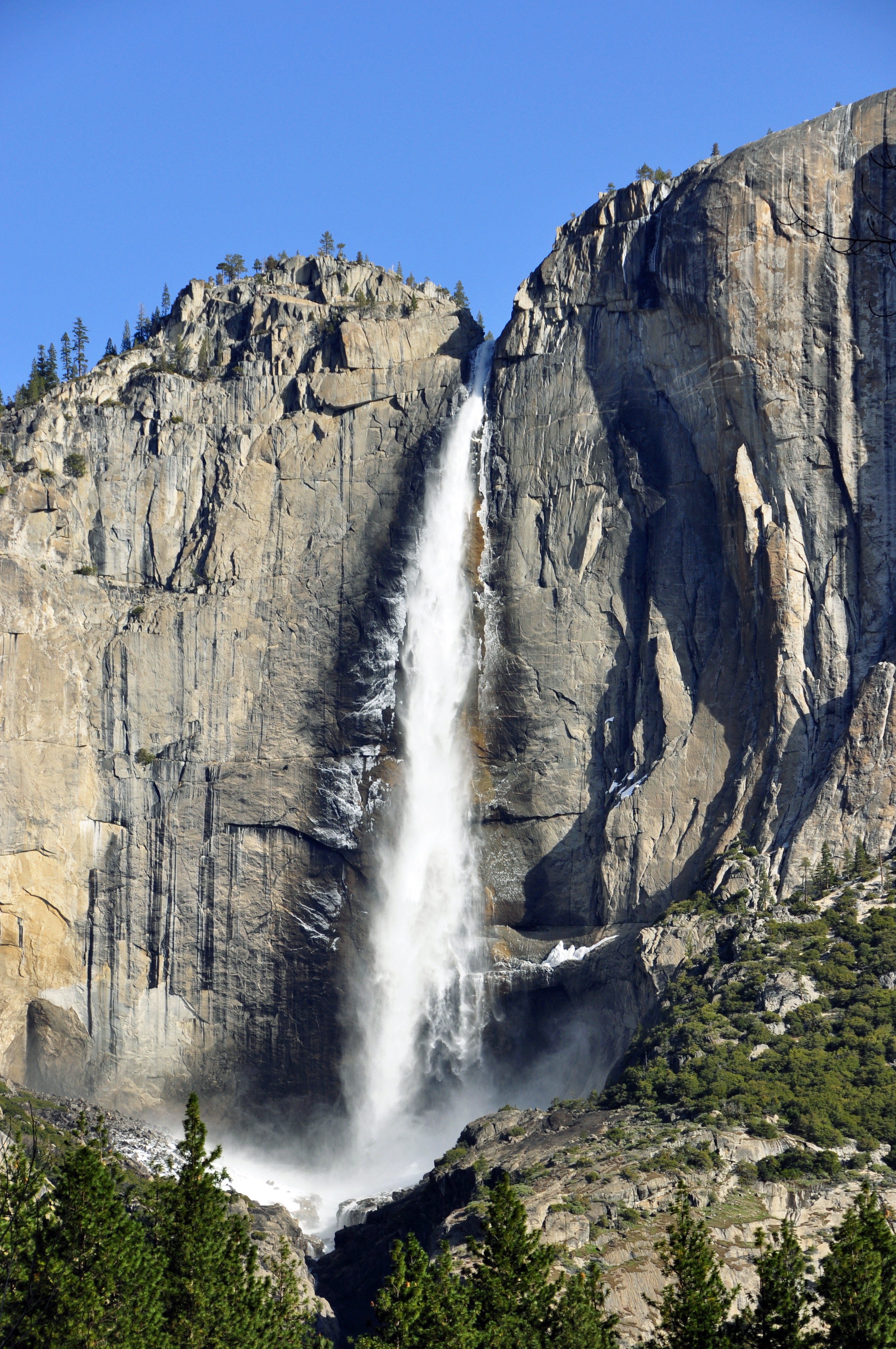
Övre fallet, mars 2010
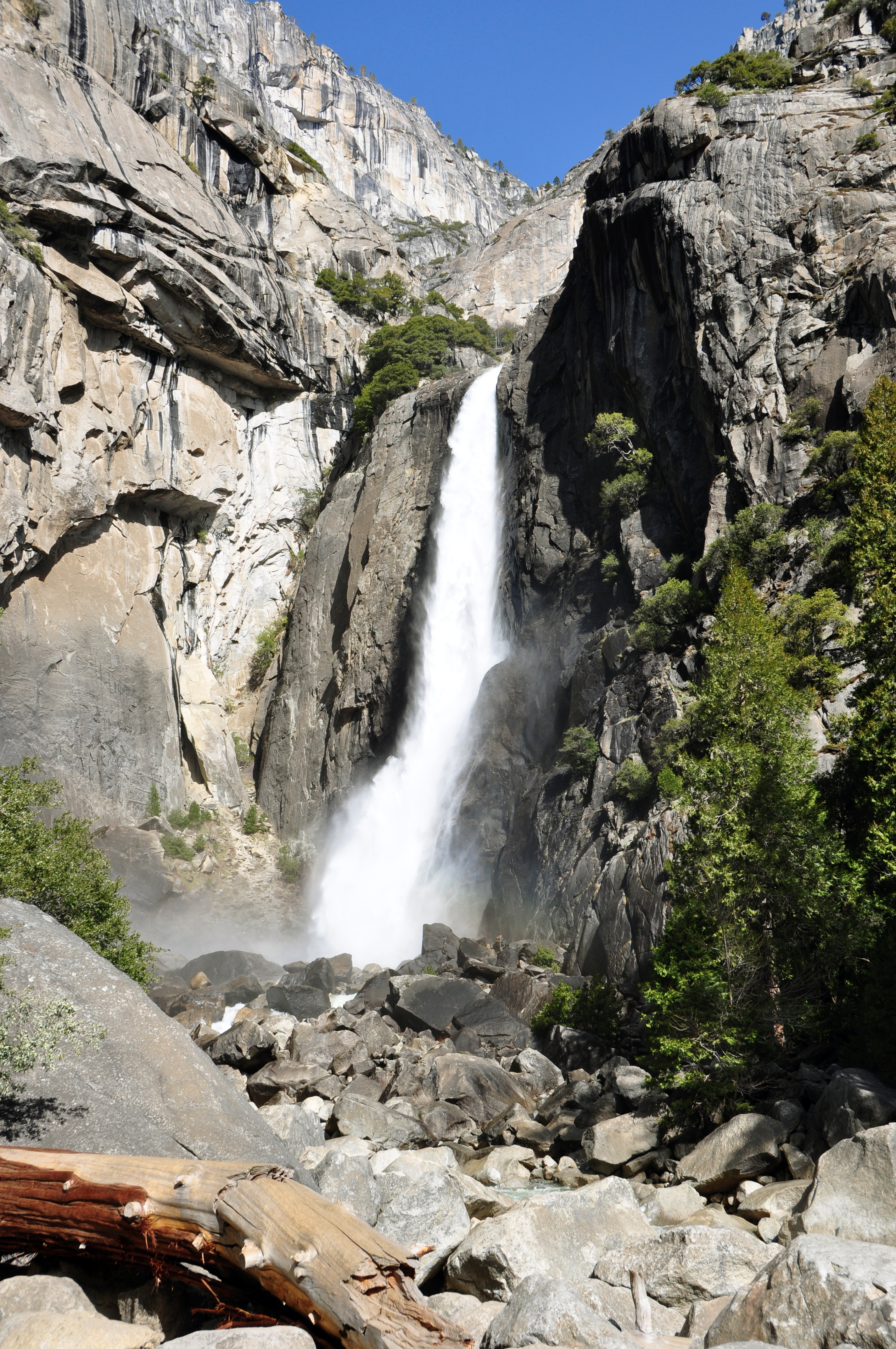
Nedre fallet, mars 2010
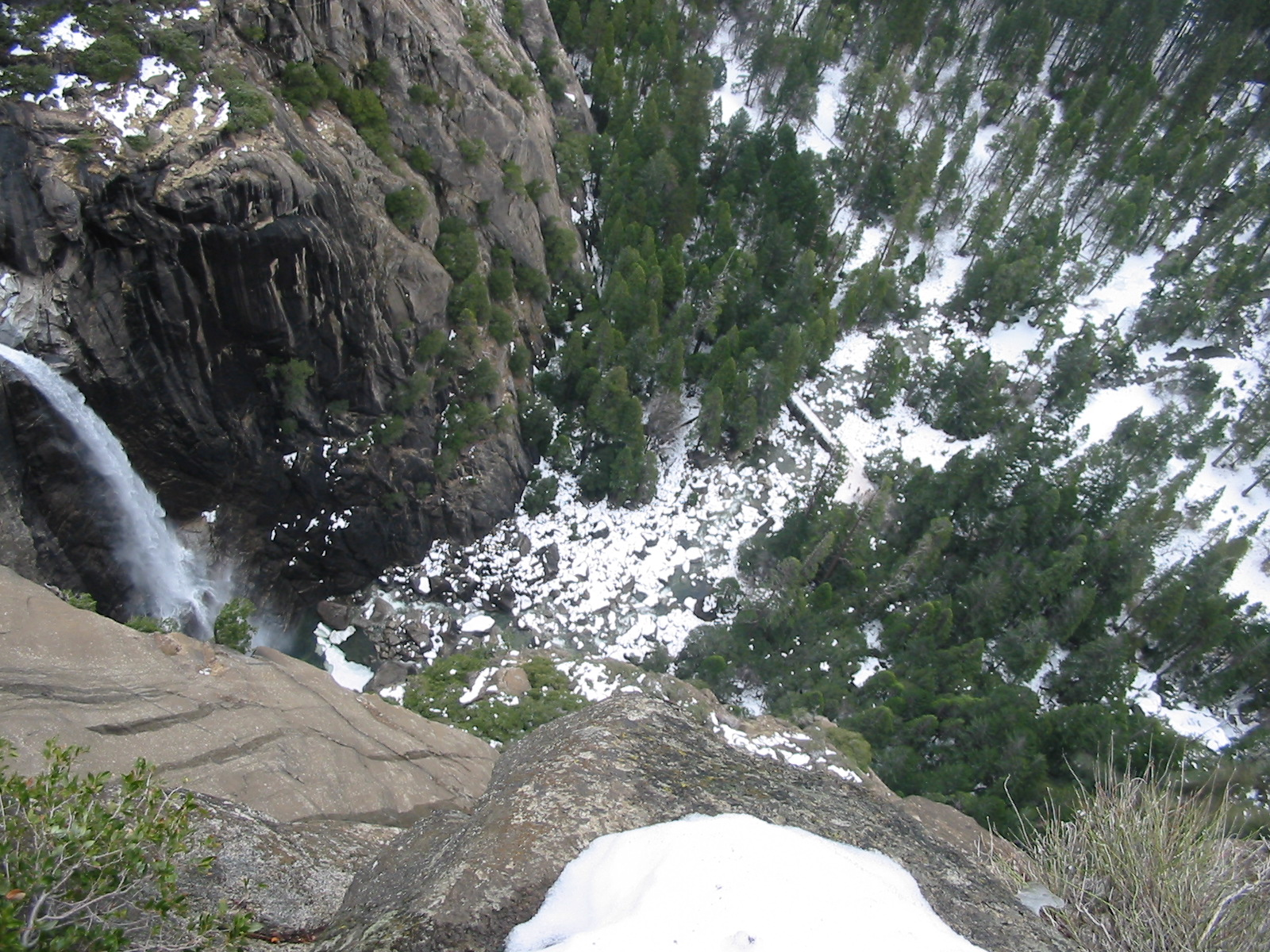
Nedre fallet från ovan
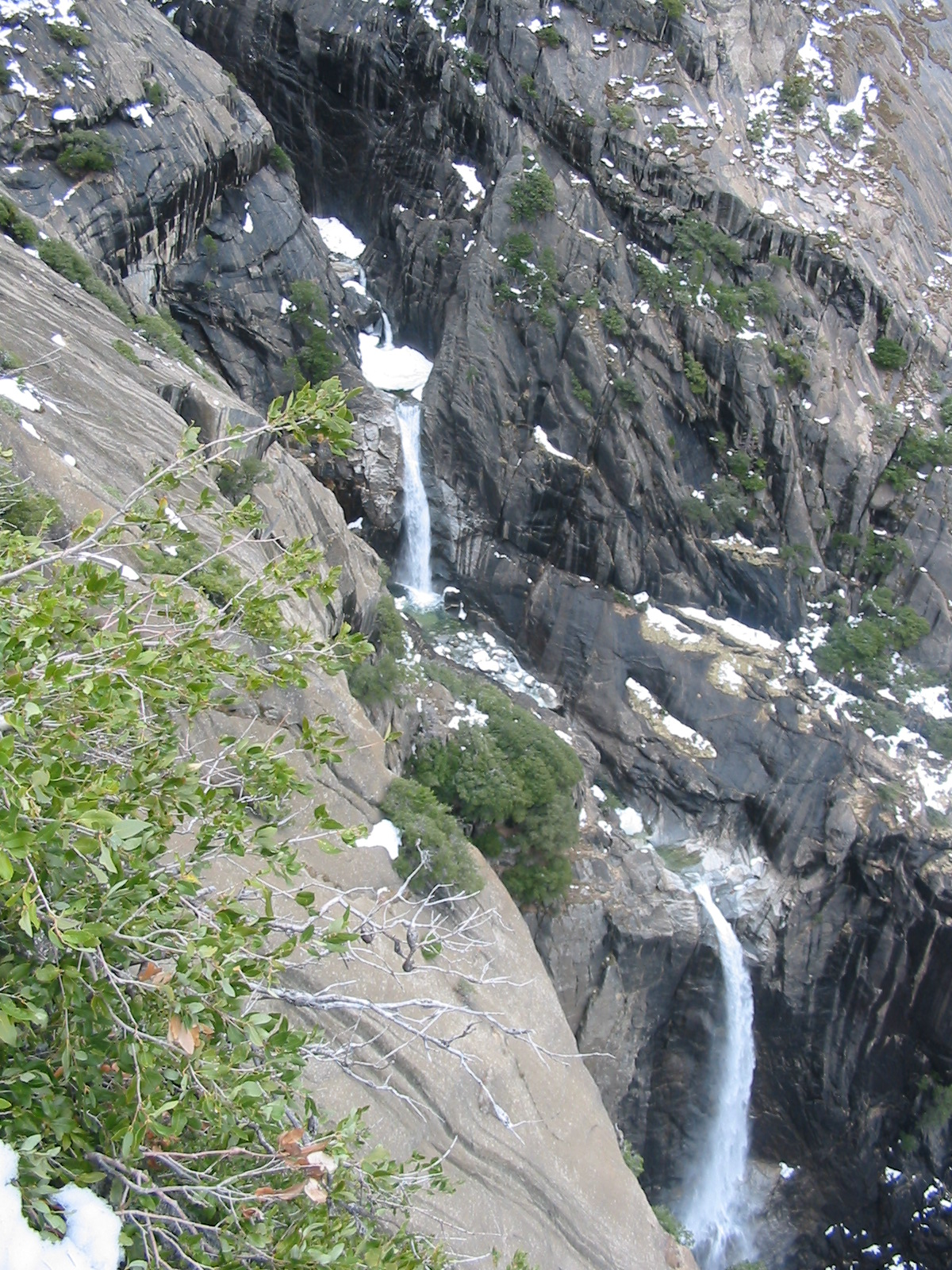
Mittre fallet är inte synligt från dalen